# ربودن پیکرها توسط جمهوری اسلامی ایران
ربودن پیکرها توسط جمهوری اسلامی ایران، یکی از این موارد نقض حقوق بشر توسط نظام جمهوری اسلامی به‌شمار می‌آید که تاکنون ادامه دارد و در حال حاضر نیز برای کنترل و سرکوب خیزش ۱۴۰۱ ایران انجام می‌شود.
پس از آدم‌ربایی و ربودن مخالفان سیاسی و بازداشت و حذف فیزیکی افرادی که به دلایل گوناگون سیاسی، اجتماعی، عقیدتی، دینی با نظام جمهوری اسلامی ایران مخالف و خواستار سرنگونی آن هستند، ربودن پیکرهای اعدام‌شدگان و مخالفان سیاسی و معترضان یا افرادی که در صحنه درگیری‌های خیزش ۱۴۰۱ ایران جان خود را از دست می‌دهند یکی از روش‌های برخورد حکومت جمهوری اسلامی ایران با مخالفان و مقابله با اعتراض بازماندگان کشته‌شدگان است.
مأموران امنیتی حکومت جمهوری اسلامی با ربودن پیکرهای کشته‌شدگان خیزش ۱۴۰۱ ایران و انتقال آنها بدون اطلاع و اجازه خانواده و بستگان آنها به اماکن دیگر و دفن مخفیانه آنها بدون حضور بازماندگان تلاش می‌کنند تا خانواده و بستگان جانباختگان را به سکوت وادار کنند و آنها را تهدید می‌کنند که در صورت عدم تمکین به خواسته‌های آنان از تحویل اجساد و اعلام محل دفن آنها ممانعت خواهند کرد. جمهوری اسلامی در بیشتر موارد با پرونده‌سازی برای کشته‌شدگان اعتراضات تلاش می‌کند تا حقیقت ماجرا را وارونه و به دور از واقعیت جلوه دهد و آن را به گروهای تجزیه‌طلب، داعش یا معترضان مسلح شده توسط دشمنان خارجی نسبت دهد.

## پیشینه
اولین مورد از ناپدید کردن پیکرها و برخورد با جنازه مخالفان پس از انقلاب ۱۳۵۷ توسط نظام جمهوری اسلامی ایران، تخریب آرامگاه رضاشاه پهلوی بنیانگذار دودمان پهلوی است که در اردیبهشت ۱۳۵۹ با حکم صادق خلخالی، حاکم شرع وقت انجام شد. سپس در ۲ اردیبهشت ۱۳۹۷ در جریان گودبرداری محل پیشین آرامگاه، پیکری مومیایی کشف شد. بررسی نقشهٔ ماهواره‌ای، اینکه پیکر متعلق به رضاشاه باشد را محتمل‌ترین گزینه می‌داند. در ۳۱ اردیبهشت ۱۳۹۷، حسن خلیل‌آبادی، عضو شورای شهر تهران اعلام کرد مومیایی متعلق به رضاشاه بوده و دوباره در همان محدوده دفن شده‌است.
صادق زیباکلام استاد علوم سیاسی، در مصاحبه‌ای پس از کشف پیکر در خصوص پنهان‌کاری حکومت نسبت به کشف جنازه رضاشاه اظهار کرده بود:
مسئله برای جمهوری اسلامی ایران از آن جایی به وجود آمده که این جنازه امروز پیدا شده‌است. برای اینکه رضاشاه میان اقشار و لایه‌های جوان‌تر جامعه، محبوبیت زیادی در ایران پیدا کرده‌است و این موضوع برای نظام جمهوری اسلامی ایران ناخوشایند است که علی‌رغم این همه تبلیغات علیه رضاشاه، رضاشاه یک چنین وجهه محترمی در جامعه ایران پیدا کرده‌است… به اعتقاد من کاری که می‌کنند این است که بی سر و صدا جنازه را در محل گمنامی دفن کرده تا هیچ آثار و علامتی هم بر جای نماند …
وی همچنین در مورد دفن مجدد جنازه رضاشاه با آداب اسلامی گفته بود که: «عمراً جمهوری اسلامی چنین کاری را برای او انجام دهد.»

## امتناع از تحویل پیکر اعدام‌شدگان
در روز ۸ آذر ۱۳۸۹، شیرین علم‌هولی، پس از گذراندن یک سال و ۹ ماه حبس در زندان اوین تهران به اتهام ارتباط با گروه پژاک دادگاهی شده و به اعدام محکوم گردید و در تاریخ ۱۹ اردیبهشت ۱۳۸۹ بدون اطلاع خانواده و وکلایش به‌همراه علی حیدریان، فرهاد وکیلی، فرزاد کمانگر و مهدی اسلامیان در زندان اوین اعدام شد. تلاش‌های خانواده آنان برای تحویل پیکر فرزندانشان تا این لحظه بی‌نتیجه مانده‌است.
در ۱۷ شهریور ۱۳۹۷، رامین حسین‌پناهی به جرم «عضویت در گروه تروریستی، درگیری مسلحانه و مشارکت در اقدام تروریستی» اعدام شد. به گفتهٔ امجد حسین‌پناهی برادر وی، حکم اعدام او در حالی که در اعتصاب غذا بود اجرا شد. همچنین او در حساب توییتری اش اعلام کرد که جنازه برادرش تحویل داده نمی‌شود و در مکانی نامعلوم دفن شده.
در دومین سالگرد اعدام رامین و زانیار و لقمان، عفو بین‌الملل با انتشار اطلاعیه‌ای پنهانکاری حکومت جمهوری اسلامی در مورد محل دفن زندانیان سیاسی اعدام شده از جمله رامین حسین پناهی، زانیار مرادی، و لقمان مرادی را محکوم کرد.

## ربودن پیکر مخالفان سیاسی

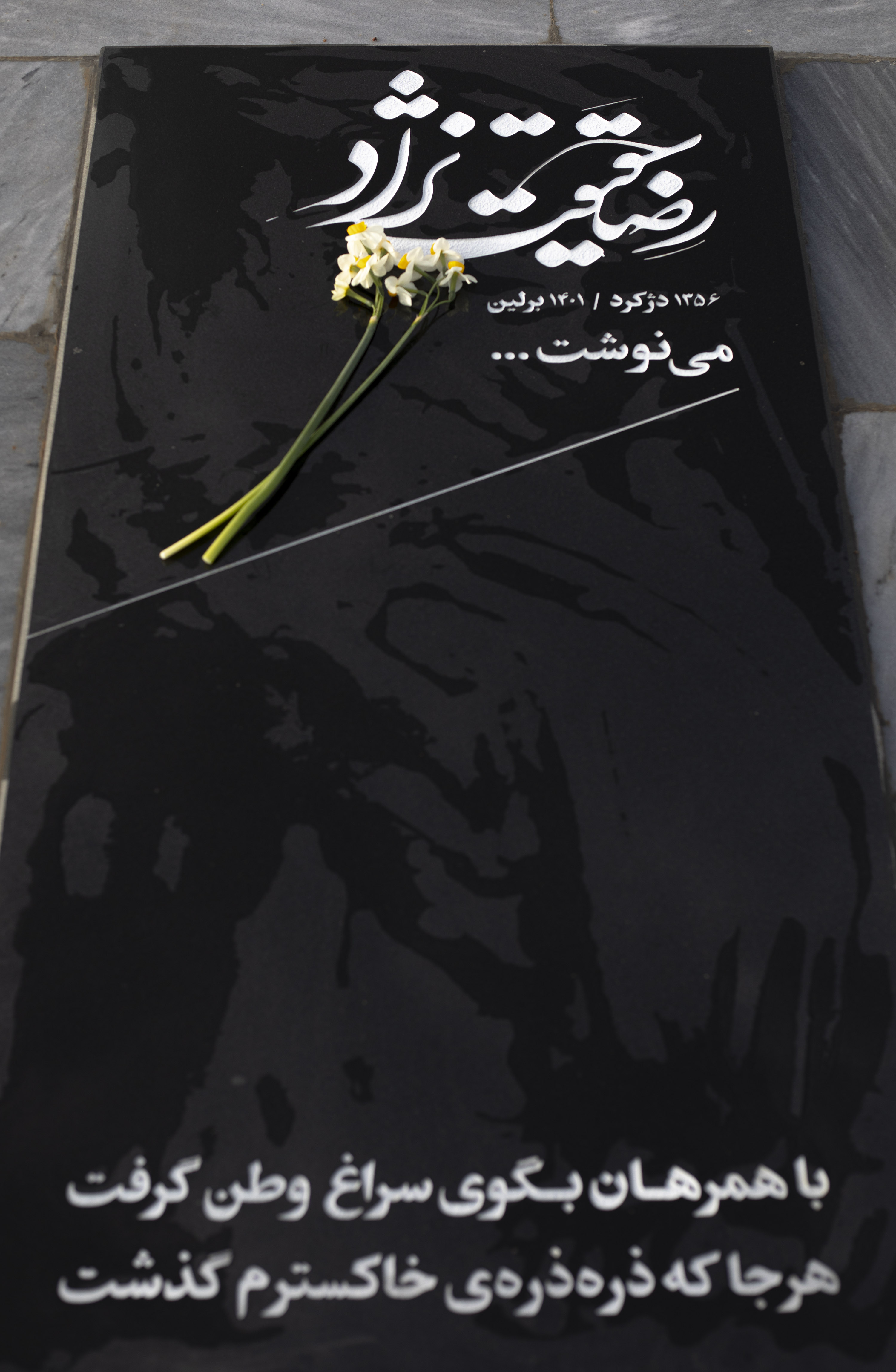
سنگ مزار رضا حقیقت‌نژاد

جمهوری اسلامی در مواردی حتی پیکرهای مخالفان خود که خارج از کشور به دلایل دیگری فوت کردند را نیز ربوده‌است. این کار ممکن است به دلیل انتقام از فرد یا تحت فشار دادن خانواده وی یا ترس از اجتماع مردم در خاکسپاری صورت گرفته باشد. رضا حقیقت‌نژاد، روزنامه‌نگار اهل ایران بود که به عنوان کارشناس و تحلیل‌گر مسائل سیاسی با رسانه‌های فارسی‌زبان داخل و خارج از ایران همکاری می‌کرد. وی در ۲۵ مهر ۱۴۰۱ به دلیل ابتلا به سرطان روده بزرگ در بیمارستان شاریته، برلین آلمان درگذشت. سپس در روز چهارشنبه ۴ آبان ۱۴۰۱ و همزمان با چهلمین روز کشته شدن مهسا امینی، پیکر حقیقت‌نژاد که برای خاکسپاری در زادگاهش، به ایران فرستاده شده بود، در فرودگاه شیراز از سوی مأموران سپاه پاسداران ربوده شد. نیروهای امنیتی خانواده حقیقت‌نژاد را تحت فشار قرار داده تا پیکر او را فوری به خارج از شیراز منتقل و تا ساعت چهار عصر چهارشنبه در قبرستان دیگری دفن کنند. پیکر او در حالی ربوده شد که مجوز رسمی در سفارت جمهوری اسلامی در برلین صادر شده بود، تا طبق قرار قبلی روز پنجم آبان در زادگاهش، دژکُرد در استان فارس، به خاک سپرده شود.
پس از چند روز که تلاش خانواده رضا حقیقت‌نژاد برای پس‌گرفتن پیکر او از مأموران امنیتی به نتیجه نرسید؛ روز یکشنبه ۸ آبان مطلع شدند که مأموران سپاه پاسداران آنان را از آخرین وداع با فرزند خود نیز محروم کرده و پیکر او را در منطقه‌ای دور از زادگاهش دفن کرده‌اند.

## طلب پول در ازای تحویل پیکر
گزارش‌هایی از طلب هزینه تحت عنوان «پول تیر» در ازای تحویل جنازه فرد اعدام‌شده در سال‌های نخست پس از انقلاب ۵۷ وجود دارد. همچنین روایت‌هایی مبنی بر عمل مشابه در پی وقایع پس از انتخابات ۸۸ و سرکوب اعتراضات آبان ۹۸ نیز منتشر شده‌است.

## خیزش ۱۴۰۱ ایران
در روزهای اول خیزش ۱۴۰۱ ایران، یکی از معترضان نوجوان به‌نام نیکا شاکرمی در ۲۹ شهریور توسط نیروهای سرکوب‌گر جمهوری اسلامی شکنجه و پس از آن به قتل رسید. بر اساس فیلم‌های ضبط‌شده پس از ۱۰ روز پیکر آسیب‌دیده او در بازداشتگاه کهریزک توسط خانواده‌اش شناسایی شد. پیکر او توسط مأموران امنیتی دزدیده و مخفیانه به خاک سپرده شد.
یکی نوجوان دیگر به‌نام سپهر مقصودی در ۲۵ آبان ۱۴۰۱ در جریان حمله به بازار ایذه توسط مأموران امنیتی کشته شد ولی بر اساس گفته‌های اعضای خانواده‌اش، سپاه و نیروهای امنیتی، پیکر او را ربوده و به خانواده تحویل نمی‌دهند. آنها همچنین نگران هستند که در نهایت هم جنازه به آنان تحویل نشود و نیروهای امنیتی پیکر او را بدون اطلاع و اجازه خانواده‌اش، در جایی نامعلوم دفن کنند.
کیان پیرفلک کودک ۹ سالهٔ ایرانی ساکن ایذه در خوزستان بود که در شامگاه چهارشنبه ۲۵ آبان ۱۴۰۱، در جریان حمله به بازار ایذه، هدف گلوله مأموران امنیتی نظام جمهوری اسلامی ایران قرار گرفت و کشته شد. خانواده کیان پیرفلک از ترس ربوده شدن پیکر او به دست نیروهای امنیتی، در شب حادثه تصمیم گرفتند از انتقال او به سردخانه خودداری کرده و جسد او در میان کیسه‌های یخ به خانه خانواده منتقل کردند.